# Theodor Lachner
Theodor Lachner (Rain, 1 de juliol de 1795 - Múnic, 22 de maig de 1877) va ser un mestre organista de la cort alemanya.
Theodor Lachner era el germà gran de Franz (1803-1890), Ignaz (1807-1895) i Vinzenz (1811-1893), tots els quals eren directors i compositors de gran èxit en la seva època. En contrast amb ells, es va quedar a Múnic i va treballar com a professor de música: el 1829 en la institució d'ensenyament i formació de Carl Mayer i 1842-1871 a l'Institut d'Educació Real i des de 1845 com a organista de la cort. En alguna oportunitat també va aparèixer com a pianista en concerts de música de cambra de la Societat Filharmònica.